# Шолаккайин
Шолаккайи́н (каз. Шолаққайың) — село у складі Каркаралінського району Карагандинської області Казахстану. Входить до складу Бактинського сільського округу.
Населення — 54 особи (2021; 101 у 2009, 127 у 1999, 206 у 1989).
Національний склад станом на 1989 рік:
- казахи — 100 %.